# Packages from Planet X
Packages from Planet X (Planeta X en Hispanoamérica y Envíos SideraleX en España) es una serie de animación infantil emitida en la televisión estadounidense-canadiense producida por American Greetings y DHX Media para Teletoon y Disney XD. Se estrenó en Disney XD el 13 de julio de 2013 en los Estados Unidos, el 9 de diciembre de 2013 en Latinoamérica y el 15 de marzo de 2014 en España. Se estrenó en Teletoon en Canadá el 11 de agosto de 2013.

## Argumento
Dan Zembrosky es un adolescente quinceañero. Junto a sus mejores amigos Amanda y Troll acude al observatorio de Rory Highbone (tío de Amanda). Al llegar al observatorio, Amanda comienza a buscar a su tío y advierte a Dan y en raras ocasiones a Troll que no toquen nada. Mientras Amanda se encierra en una bodega, ambos empiezan a escuchar el interior del observatorio. Troll encuentra una caja con un dispositivo al que confunden con una consola de juegos (el interceptor). Dan le dice a Troll que quiere jugar con esa cosa, cuando de la nada el interceptor detecta la mano de Dan tomando así sus huellas digitales y estas son introducidas a la base de datos. Dan entra en pánico y logra quitarse el interceptor de la mano. Este cae en un casillero y se queda resguardado por mucho tiempo. Amanda al escuchar el alboroto decide ver qué estaban haciendo Dan y Troll, pero estos le mienten diciendo que estaban haciendo yoga [mientras Amanda cierra la puerta]. Dan dice "estuvo cerca" [hasta que se escucha un estruendo proveniente del cielo] y Dan le pregunta a Troll "¿escuchas eso?" [una entrega extraña rompe el techo golpeando a Dan y a Troll]. Troll le pregunta a Dan "¿qué es eso?" y él le responde "qué extraño, parece que hay una especie de botón aquí" [aprieta el botón azul que el paquete tiene en la parte de arriba de la x y el paquete responde a sus huellas digitales, abriéndose en reacción a esto] se asustan cuando de esta sale un robot, que se presenta: Saludos desde el Planeta X soy Curt tu leal robot asistente" Dan y Troll se emocionan por esto [mientras Amanda sale de la bodega] y empieza a platicarles que acababa de encontrar la bitácora de su tío, que parecía estar en clave pero que creía poder descifrarla de inmediato ella empieza a golpear a Curt debido a una fobia a las muñecas que tenía cuando era niña hasta destrozarlo en el cielo sobre el observatorio. Desde entonces Dan comienza a recibir los paquetes provenientes de un planeta extraterrestre conocido como Planeta X llamado así por los humanos pero llamado "bulirx" por los equisianos o los bulianos (raza alienígena), cambiándoles la vida a estos 3 amigos por completo, deberán proteger a toda costa estas tecnologías alienígenas de su receptor original (Copernicus) y evitar que él y su ayudante (Calimary), una fusión entre un simio y calamar hecha por Copernicus, conquisten el planeta tierra y esclavicen a la humanidad.

## Personajes

### Principales
- Daniel Aloysius "Dan" Zembrosky: (Vincent Tong) es el protagonista de dieciséis años que suele pasar el rato con sus mejores amigos, Amanda y Troll. Desde que comenzó a recibir paquetes, Dan ha asumido un pequeño papel de héroe. Ha habido múltiples ocasiones en las que los usa para su propio beneficio en su vida cotidiana, pero aun así siempre logra arreglar lo que estropea.

- Amanda Highborn: (Britt Irvin) es el genio del grupo debido a que su tío Rory le dejó una bitácora en la que le contaba sobre los paquetes y lo qué hacen. La desaparición de su tío ha hecho que Amanda desconfíe de que todos en la Bahía de Hierro sean extraterrestres y que ella esté decidida a encontrar a Rory. En "Una noche en West Iron High" se reveló que Amanda le tenía miedo a las muñecas. Es bien sabido que su madre está obsesionada con los zapatos y trata de convertirla en una niña de concurso. Ella fue la responsable de que CuRT se dañara y se siente culpable cuando él comete un error.

- Troll Moko: (Ty Olsson) es el mejor amigo de Dan y su mano derecha. Al igual que Dan, Troll generalmente actúa primero y luego hace preguntas cuando se trata de paquetes. Respeta toda la naturaleza y los animales, excepto los mapaches (debido a que uno de sus antepasados es un cazador de mapaches). En raras ocasiones se ha demostrado que Troll es un gran cocinero y que es increíblemente fuerte.

- Corvis Copernicus/ Leepthor: (Brian Drummond) es el antagonista de la serie que constantemente intenta recuperar los paquetes de Dan, envuelve a todos en Iron Bay y se apodera de la Tierra en nombre del Planeta X. Cuando llegó al planeta por primera vez, Leepthor tomó sobre el cuerpo de Copérnico y lo usó como una cubierta para que no esté expuesto. Una vez se dio a entender que Leepthor era el rival de Rory. Fue enviado temporalmente de vuelta al Planeta X en la final de la temporada uno, pero fue colocado de nuevo en la misión de la Tierra.

- Calimary: (Tabitha St. Germain) es un squibbon mutado (un mono con brazos de calamar gigantes unidos a su espalda) que es el compañero de Copernicus y su primera creación mutante. A pesar de sus antojos de pescado platanero y su ligera estupidez, Copérnico la considera su mejor amiga. Calimary se asoció temporalmente con Troll en "Misión al Planeta X" y consideró unirse al grupo de Dan, pero Troll, al ver que Copérnico la necesitaba más que ellos, dejó que Calimary volviera a servir a su maestro.

- Curt: Es el asistente robótico nervioso a la presencia de Amanda debido al temor que le siente, tiene como deber cuidar al observatorio, guardar y explica la función de algunos paquetes utilizando su propio sistema de archivo incomprensible, para ser más precisos el fue el primer paquete que Dan recibió tras poner su mano en el interceptor. Él es como un complejo problema técnico de Amanda debido a que a veces es golpeado por los paquetes cuando llegan o cuando se trata de tareas fáciles que se le asignan a el, ya que inadvertidamente él resultó golpeado el día que llegó por Amanda a causa de un ataque de pánico al haberla asustado, provocando una falla de su sistema y la abolladura que contiene en su cabeza. Se caracteriza por tener cuatro brazos robóticos y comunicarse por soporte de líneas de lo que parece ser televisión (anuncios, programas de juegos, etc), la mayoría de las veces Dan se queja de su incompetencia a causa de la falla que Amanda le proporcionó.

### Personajes Recurrentes
- CuRT es un asistente de robot, el encargado de los paquetes del grupo en el observatorio abandonado y el primer paquete que Dan recibió. Él tiene una gran abolladura en la cabeza, lo que resulta en él hablando en acertijos. En "CuRT meet BuRT", se revela que Amanda fue responsable del daño de CuRT cuando le dio una patada en la cabeza.

- Duane Zembrovski (Colin Murdock) es el padre de Dan y el dueño de la tienda de cebos de la familia en los muelles. Sabe que su hijo preferiría pasar el rato con sus amigos que trabajar en la tienda o hacer algo que Dan sabe que es humillante, y como resultado, la culpa lo invade constantemente. En "Misión al Planeta X", Duane fue tomado por un extraterrestre más fuerte que Copérnico y casi envolvió a toda la ciudad, pero fue detenido por Troll, CuRT y Calimary.

- La señora Zembrovski (Nicole Oliver) es la madre de Dan. Ella dirige una clase de guardería en su casa.

- Terrance Buckshot (Kyle Rideout) es el matón de West Iron High que tiende a meterse con Dan. Por lo general, esto hace que Dan use el paquete que recibió recientemente para él. Aunque Terrance generalmente sale en la cima, él siempre obtiene su merecido.

- El Sr. Dooley (Michael Daingerfield) es el profesor de ciencias de West Iron High que se parece al típico profesor estricto. Tiende a fallar a Dan, ya sea porque se mofa o simplemente por el gusto de hacerlo. El grupo una vez sospechó que trabajaba con Copernicus, pero más tarde se reveló que lo estaba contratando como el nuevo conserje.

- Overlord () es el principal funcionario de los líderes del Planeta X y uno de los tres extraterrestres que verifican constantemente el progreso de Copérnico. Lo encuentra incompetente, pero Dan lo engaña continuamente para que piense que Copernicus se ha apoderado de la tierra.

## Reparto
| Personaje      | Actor original (Canadá) | Actor de doblaje (Hispanoamérica) | Actor de doblaje (España)     |
| -------------- | ----------------------- | --------------------------------- | ----------------------------- |
| Dan Zembrosky  | Vincent Tong            | Arturo Cataño                     | Javier Balas                  |
| Amanda         | Britt Irvin             | Erika Ugalde                      | María Blanco                  |
| Troll          | Ty Olson                | Polo Rojas                        | Pablo Tribaldos               |
| Dr. Copernicus | Brian Drummond          | Pedro D'Aguillón Jr.              | Francisco Javier García Sáenz |

## Episodios
| Episodios | Estados Unidos      | Estados Unidos        | Latinoamérica          | Latinoamérica       | España              | España                  |
| Episodios | Comienzo            | Final                 | Comienzo               | Final               | Comienzo            | Final                   |
| --------- | ------------------- | --------------------- | ---------------------- | ------------------- | ------------------- | ----------------------- |
| 26        | 13 de julio de 2013 | 24 de febrero de 2014 | 9 de diciembre de 2013 | 25 de julio de 2014 | 15 de marzo de 2014 | 6 de septiembre de 2014 |